# Casa de los Notarios
La casa de los Notarios fue una casona situada en la parroquia de Sama, en el municipio asturiano de Langreo. Era uno de los edificios civiles más antiguos de Asturias hasta su derribo en septiembre de 2019.

## Descripción
La conocida como Casa de Los Notarios eran en realidad dos viviendas y se encontraba situada cerca del centro de Sama sobre una pequeña ladera, junto al conservatorio de música "Valle del Nalón". Se trataba de un inmueble del siglo XIV o XV con las características habituales de las casonas asturianas: grandes muros de mampostería y sillería en las pequeñas ventanas. La mala conservación del inmueble así como el paso del tiempo y las consecuentes reformas que se aplicaron, hacen difícil detallar su fecha aproximada de construcción o su estilo artístico. Quizás se trate de la casa que el obispo Don Gutierre mandó edificar para asuntos administrativos en el siglo XIV, coincidiendo con la concesión de la Carta Puebla de Langreo. 
En 2007 hubo una campaña vecinal para salvar del derribo al edificio. y en 2019 el ayuntamiento anunció su demolición.